# Les Rêves et la Jambe
Les Rêves et la Jambe, sous-titré Essai philosophique et littéraire, est une œuvre écrite par Henri Michaux, publiée en 1923 aux éditions Ça ira. Souvent défini comme poème en prose, c'est un texte à la forme ambiguë, composé de 25 courts fragments dépassant rarement 20 lignes.

## Description
Dans Les Rêves et la Jambe, Henri Michaux tente de définir le rêve à travers la corporéité, s'inspirant des travaux scientifiques de la psychologie naissante à partir d'auteurs tels que Théodule Ribot (considéré comme le "fondateur de la psychologie comme science autonome en France"), Mourly Vold (psychologue norvégien) mais surtout Sigmund Freud. Sous-titrée Essai philosophique et littéraire, l'œuvre utilise la forme du fragment pour émettre un discours sur le rêve, utilisant la méthode scientifique de la démonstration empirique pour définir le rêve et établir un "prosaïsme du rêve".

## Contexte de publication
Premier texte publié par Henri Michaux, celui-ci en contrôle le tirage de ses 400 exemplaires. Cet ouvrage fait partie de ses œuvres de jeunesse, qu'il prendra le soin de cacher voire de détruire. Même si, dans ses écrits ultérieurs, Les Rêves et la Jambe est cité dans la mention « Œuvres du même auteur » jusqu’en 1942, le livre fait partie de ceux que Michaux cache, abandonne pudiquement en un corpus « des premières œuvres » comprenant la grande majorité des textes publiés entre 1922 et 1928. Les raisons de l'abandon de ces écrits ne sont pas données par l'auteur, resté très secret à ce propos, mais Raymond Bellour, dans son introduction à Qui je fus (précédé de Les Rêves et la Jambe, Fables des origines et autres textes) voit dans cette « exclusion » un rejet des débuts, de la « masse informe » que constituent les premiers textes. Après le tirage de ce premier ouvrage, Henri Michaux fait détruire la plupart des exemplaires, qualifiant l'œuvre de « misérable petit bouquin » et allant jusqu'à écrire : « Je ne reconnais pas cette horreur ».

## Place de l'essai dans l'œuvre d'Henri Michaux
Âgé de 22 ans, le jeune homme alors matelot est débarqué et découvre les œuvres de Lautréamont, qui le poussent à écrire. Le poète fait ses débuts dans les lettres à 23 ans avec sa publication de Cas de folie circulaire, dans la revue de Franz Hellens, Le Disque vert en 1922. En 1923, il publie Les Rêves et la Jambe, essai philosophique et littéraire : c'est sa première œuvre publiée. Son style, déjà affirmé dans Cas de folie circulaire s'accentue dans cette deuxième œuvre, sur le mode de la « forme-fragment ».

## Les Rêves et la Jambeet la poétique d'Henri Michaux
La forme de l'œuvre est ambiguë. L'écriture en fragment, caractéristique de la poétique de Michaux dans le texte, empêche de la circonscrire à un genre particulier. La poétique de Michaux y oscille entre poésie, notes relevant de l'observation expérimentale, définition et autres aphorismes.

« Toute vie est un choix »

« Le rêve est une réminiscence »

« Émotion générale : Éveil »

« Caractère du rêve. Le rêve est fantastique. Rêve : Coq-à-l'âne »

Le retour constant à la ligne, les phrases courtes et les phrases nominales, nous invitent à ranger la poétique de Michaux sous le signe du vers libre. En revanche, Les Rêves et la Jambe, en entreprenant un travail de définition du rêve — inspiré de la psychologie moderne naissante, qui implique une écriture nouvelle peut être également assimilable à la poésie en prose. Du moins, c'est ce que nous pouvons affirmer à l'aune de la définition du poème en prose que nous donne Julien Roumette : « Le poème en prose est lié au rêve : chargé d'exprimer la rêverie visionnaire sur le présent, il a en grande partie contribué à créer le regard sur le monde moderne ».

## La forme de l'essai
Cependant, le sous-titre : Essai philosophique et littéraire oriente la lecture vers une autre forme, plus libre et protéiforme, celle de l'essai. Ainsi, Jérôme Roger tranche : « Au lieu de prétendre accéder à la connaissance, au sens initiatique ou scientifique du terme, la poésie sera sommée désormais d'assumer les risques de la prosaïque voie de l'essayisme ».
C'est ce caractère protéiforme qui permet à l'auteur d'emprunter à la science la méthodologie expérimentale, qu'il utilise de manière systématique dans ses fragments. Entre l'usage de la définition, les références aux ouvrages scientifiques, Michaux met en œuvre nombre de procédés — et discours qui rappellent la méthode empiriste. Parmi ceux-ci le plus frappant est celui du compte-rendu d'expérimentation. Cette forme singulière se retrouve dans la grande majorité des fragments. La plupart des fragments commencent par un fait donné, un aphorisme ou un postulat. Il est ensuite démontré, expliqué ou explicité par le compte-rendu d'une expérience. Les comptes-rendus d'expérience qui parsèment l' "Essai" sont tirés des expériences de Mourly Vold que Michaux a lu.
"Un morceau d'homme est éveillé.
Toute activité gêne les alentours.
La jambe est éveillée; la jambe éveille les fesses, les
fesses éveillent le ventre, attaquent le rythme respira-
toire.
Plusieurs morceaux une fois éveillés, la plus petite
secousse, et tout le bloc est éveillé en sursaut.
Le rêve cesse devant l'émotion, au moment où
“ça“ va enfin arriver au “ha“ d'horreur, de souf-
france ou de volupté.
Le réveil, l'émotion, d'abord fragmentaires,
tendent à se généraliser.
Émotion générale: Éveil."
 

Ensuite, le fragment est conclu par une phrase déclarative ou un bilan (sur lequel s'appuiera le fragment suivant). Il peut s'agir d'une définition, d'une phrase courte et équilibrée tirant les conséquences de la démonstration. Raymond Bellour explique :
"On trouve ainsi chez Michaux, tour à tour et souvent mêlés, selon des conjugaisons et des modes de passages propres à chaque ensemble de textes, chaque recueil ou chaque livre : poèmes en vers libres, poèmes en prose, fables, contes, […]  comptes rendus d'expérience, […] observation, notes, pages de journal, aphorismes (ou maximes, ou proverbes, ou dictons, ou apophtegmes, ou pensées, ou sentences ─ Michaux dit "principes d'enfants" ou "tranches de savoir" ou "poteaux d'angle")". 

## Le style de l'Essai
Le texte de Michaux se présente sous la forme de l'essai, une présentation formelle à laquelle l'écriture et le style d'Henri Michaux rend compte. Si le fragment scinde le discours et donne à voir au lecteur une  réflexion en train de s'écrire, au sein même des fragments l'esthétique de la coupure est omniprésente. L'absence de conjonction de coordination, de ponctuation, et le nombre important de parataxe asyndétique  rend compte d'une écriture en mouvement et exprime une volonté, sans cesse renouvelée, de trouver les mots justes.
"J'ai essayé de dire quelques choses."

De manière assez fréquente, le style semble être celui de la prise de note, de l'observation griffonnée en marge de l'expérimentation.
En effet, à travers cette œuvre, Michaux montre la volonté de découvrir "une langue immédiate, simple "mimique", transversale à tous les moyens d'expression". Il cherche donc une façon imagée, "simple", "mimique" de définir le rêve, Cela se traduit d'une part dans le vocabulaire, avec l'utilisation de mots et locutions de langage familier: "Rêve : Coq-à-l'âne" ; d'autre part dans la syntaxe, par la fragmentation du discours produite par la "forme-fragment". Celle-ci offre au lecteur ce langage nouveau, qui traduit une pensée expérimentale, voire empirique, se cherchant en permanence et prouvant son propos par l'expérimentation. Cette fragmentation donne donc au discours un effet balbutiant grâce à l'utilisation de phrases nominales courtes, parfois même de quelques syllabes, ainsi que de nombreuses répétition, qu'elles soient de mots ou de sons, ou encore d'épanorthose. La fragmentation et son effet "mimique" illustre donc le "style morceau d'homme" que l'auteur réclame dans son œuvre. Une langue « automatique », d'un « automatisme de clown »,.

## Les Rêves et la Jambe: entre discours scientifique et parodie de discours
Henri Michaux compose l'essai dans les années 1920. Il est alors influencé par le « bain surréaliste » et l'émergence de travaux scientifique sur les rêves et leur interprétation. On trouve dans Les Rêves et la Jambe l'influence double des surréalistes et des travaux scientifiques sur le rêve, notamment ceux de Freud. Dans Les Rêves et la Jambe, Henri Michaux déploie un discours qui se veut persuasif. Cette volonté se manifeste notamment par la reprise d'outils propres au discours argumentatif : les parallélisme de constructions, les connecteurs logiques et les deux points à valeurs consécutives.
"Sommeil : inconscience générale.
Rêve : conscience partielle fragmentaire, et intermittente des membres, d'organes internes ou de la peau."
Le style discursif de Michaux dans l'essai s'associe également à une rhétorique, à l'aune de laquelle, l'auteur exprime l'ambition de produire un discours légitime dans les recherches sur les rêves. Le témoignage le plus vif de cette ambition se trouve dans les références intertextuelles explicites, et l'usage répété de noms et de citations.
" Armand de Villeneuve (cité par Ribot). "
Toutefois, l'essai de Michaux mélange différents discours ce qui conduit à un sentiment de cacophonie où les discours se parasitent entre eux. Ce mélange de discours s'illustre dans la juxtaposition d'un lexique médical organique à des compositions lexicales inédites et d'autres noms et termes impropres. L'essai s'impose alors comme l'exploitation d'un discours scientifique et à la fois la parodie de ce discours.

## Le "style rêve"
Ce mélange de discours constitue le foyer d'expression du style de Michaux: le "style rêve". Ce style s'illustre dans une refonte terminologique des instances psychiques. Dans l'essai, le conscient devient "homme total" et l'inconscient "morceau d'homme". Romain Verger considère ces remaniements comme des enjeux capitaux:
En effet, ces expressions transforment le présupposé freudien de la fracture psychique de l'homme en un éclatement physique et organique.
Michaux traduit cette conception de morcellement physique et organique dans le texte lui-même. Le martèlement des consonnes occlusives et des répétitions vocaliques illustre le morcellement:
"homme [t]o [t]al" ," [b]lo[k] homme [p]u[b]li[k]", "[b] lo [k] en[t]ier homme".
Les séquences changent alors constamment de lieu d'articulation et d'aperture. L'essai se développe comme un rêve, le discours théorique et les processus oniriques sont articulés ensemble. La brièveté de l'essai condense le contenu de son discours qui se répercute dans le style. La concision et la contraction régissent le style de Michaux : les arguments freudiens, parfois longuement développés, sont l'objet de formules mystérieuses "le rêve est fantastique", "le rêve est muet" ou encore "le rêve est une réminiscence".

Enfin, les récits des rêves qui traversent l'essai sont inspirés du cadre expérimental de Mourly Vold. Cependant Michaux change les termes de ces comptes-rendus.
Vold
Maintenir le pied en extension par un lien; serrer par des liens diverses parties des membres; emprisonner la main dans un gant étroit qui la maintient fléchie; lier une bûche sur le dos, etc.

Michaux
Mourly Vold empaquète des dormeurs. Il leur empaquète la jambe ou les coudes ou les bras ou le cou.
Ainsi l'essai partant d'un discours rhétorique qui entend persuader prend une tournure originale. Le passage du présent gnomique au présent narratif souligne le processus de narrativisation de l'écriture en "style rêve" de Michaux. C'est ce qui conduit Romain Verger à postuler  la double nature de l'essai :
Toute l'originalité de cet essai, qui dépasse de loin la seule intention parodique, tient à sa double nature d'essais sur le rêve et de rêve de l'essai. En effet, la dramatisation, la condensation, la déformation, qui sont autant de processus oniriques, deviennent le vecteur de l'argumentation et animent le travail de cet essai rêveur."